# Диль, Шарль
Шарль Мишель Диль (фр. Charles Diehl; 4 июля 1859, Страсбург — 1 ноября 1944, Париж) — французский историк, автор многих работ по истории Византийской империи и византийского искусства.

## Биография
Родился 4 июля 1859 года во Франции. Окончил Высшую нормальную школу в Париже в 1880 году. Как стажёр он продолжил свою подготовку в 1881—1883 годах при Французской археологическое школе в Риме, а в 1883—1885 годах — в Афинах. В этот период Диль принял активное участие в изучении и издании византийских литературных памятников Италии, прежде всего в Равенне, где сохранились наиболее известные из них. В 1891—1899 годах он находился в должности профессора истории словесного факультета в Нанси.
Ш. Диль создал и руководил кафедрой византиноведения в Парижском университете. В 1899 году в Сорбонне был впервые введён университетский курс византийской истории, чтение которого было предоставлено Дилю. И в 1899—1934 годах он являлся профессором Сорбонны. С 1910 года Диль член французской Академии надписей и изящной словесности. В 1925 году он стал иностранным член-корреспондентом Академии наук СССР, а в 1926 году членкором Американской академии медиевистики. В 1934 году Диль вышел в отставку со всех занимаемых должностей, но продолжал научную работу.
Ш. Диль был знатоком письменных источников, византийской археологии, сфрагистики, литературы и истории искусства. Он стал автором более 300 научных работ, многие из которых переведены на русский язык. Основной вклад Диля в развитие византиноведения — отказ от характерной для XIX века негативной оценки византийской культуры, попытка более объективного подхода к изучению византийской цивилизации. Он создал её целостную картину, раскрыв особенности через портреты её видных деятелей. Диль внёс большой вклад в изучение административной и политической истории Византии, роли синклита и различных магистратур и «цирковых партий». Он посвятил специальные труды истории африканской и итальянской областей Византийской империи.
Диль стал автором авторитетной монографии об эпохе Юстиниана I и инициировал ряд коллективных трудов по истории Византии. Он был талантливым писателем и популяризатором её цивилизации.

Византинист Г. А. Острогорский в своём очерке истории развития византийских исследований характеризует Диля следующим образом: 
Чрезвычайно многосторонний учёный, мастерски владеющий всеми областями византийской истории, в том числе и истории искусств... Не многие так сильно продвинули византиноведение своими работами и стимулировали работу других, как Ш. Диль, который как у себя на родине, так и за пределами её границ обрёл большое число учеников.

## Сочинения
На французском языке:
- Diel Ch. L’Afrique byzantine. Histoire de la domination Byzantine en Afrique (533-709). — Paris : Ernest Leroux, 1896. — 644 p.
- L’art byzantin dans l’Italie méridionale. P., 1894; Études sur l’histoire de la domination byzantine en Afrique // BZ. — 1895. — Bd. 4. — S. 67—91.
- Constantinople. — Paris, 1924.
- L'Égypte chrétienne et byzantine. — Paris, 1933.
- Études byzantines. — Paris. Fayard, 1905.
- Études sur l’administration byzantine dans l’exarchat de Ravenne, (568—751). — Paris, 1888.
- Figures byzantines. — Paris, 1906—1908. — Vol. 1 — 2. (см. рус. пер.).
- Les grands problémes de l’histoire byzantine. — Paris, 1943 (см. рус. пер.).
- Histoire de l’Empire Byzantine. — Paris, 1919 (см. рус. пер.).
- Histoire de l’empire byzantin, (395—1081) // Histoire du moyen âge. — Paris, 1936. — T. 3.
- Justinien et la civilisation byzantine au VI-e siècle. — Paris, 1901. (см. рус. пер.).
- Manuel de l’art byzantin. — Paris, 1925—1926. — Vol. 1 — 2.
- Mosaïques byzantines de Nicée // BZ. — 1892. — Bd. 1. — S. 74—85, 525—526.
- Les palais et la cour de Byzance. — Paris, 1914.
- La société byzantine à l'époque des Comnènes. — Paris, 1919.
- Le trésor et la bibliothèque de Patmos au commencement du 13e siècle // BZ. — 1892. — Bd. 1. — S. 488—524.
- Une république patricienne: Venise. — Paris, 1915.

На английском
- Diehl Charles. From Nicephorus I to the Fall of the Phrygian Dynasty // Cambridge Medieval History / planned by J.B. Bury ; edited by J.R. Tanner[англ.], C.W. Previté-Orton[англ.], Z.N. Brooke[англ.]. — Cambridge: Cambridge University Press, 1923. — Vol. IV: Eastern Roman Empire, 717—1453. — P. 27—48. — xxxvi, 993 p.

Русские переводы:
- Диль Ш. Византийская императрица: Ист. хроника: [Очерк об имп. Феодоре, 500—548 гг.] / К. Диля; Пер. с фр. Н. Надеждина. — СПб.; М.: Т-во М. О. Вольф, ценз. 1905. — 145 с.
- Диль Ш. Византийские портреты / Шарль Диль, адъюнкт-проф. Париж. ун-та; Пер. Е. Киричинский. — Харьков: Типогр. журн. «Мир. труд», 1901—1911. — Ч. [1] — 2.
- Диль Ш. Византийские портреты. — М., 1914. — Вып.1. — Вып.2.
- Диль Ш. Византийские портреты: [Пер. с фр.] / Предисл. П. Безобразова. — М.: Иск-во, 1994. — 446 с.
- Диль Ш. Византийские портреты / Шарль Диль; Пер. с фр. М. В. Безобразовой. — М.: Изд-во Сретен. м-ря, 2011. — 742 с. — (Визант. б-ка)
- Диль Ш. История Византийской империи / Пер. с фр. А. Е. Рогинской; Под ред. и с предисл. Б. Т. Горянова [с. 5—18]. — [М.]: Изд-во и тип. Гос. изд-ва иностр. лит., 1948. — 160 с.
- Диль Ш. Основные проблемы византийской истории / Пер. с фр. и предисл. доц. Б. Т. Горянова; Под ред. проф. С. Д. Сказкина. — М.: Гос. изд-во иностр. лит., 1947. — 183 с.
- Диль Ш. Очерки из культурной истории Византии / Ш. Диль, проф. Сорбонны; Пер. и предисл. Г. Васькова. — Харьков: Паров. типогр. и лит. М. Зильберберг и с-вья, 1903. — [8], 47 с.
- Диль Ш. По берегам Средиземного моря / Ш. Диль; Пер. О. Анненковой. — М.: М. и. С. Сабашниковы, 1915. — [4], 316 с. — (Страны, века и народы).
- Диль Ш. По Греции: Археол. прогулки / Ш. Диль; Пер. М. Безобразовой. — М.: М. и. С. Сабашниковы, 1913. — 437 с. — (Страны, века и народы).
- Диль Ш. Юстиниан и византийская цивилизация в VI веке: Пер. с фр. — СПб.: Типогр. Альтшулера, 1908. — [4], XXXIV, 687 с.